# Goździelin
Goździelin is een plaats in het Poolse district  Ostrowiecki, woiwodschap Święty Krzyż. De plaats maakt deel uit van de gemeente Bodzechów en telt 600 inwoners.